# Cupressina sodalis
Cupressina sodalis là một loài Rêu trong họ Hypnaceae. Loài này được (Sull.) Müll. Hal. mô tả khoa học đầu tiên năm 1896.